# チェン・キンロー
チェン・キンロー（King Lok Cheung、中国語：張敬樂、1991年2月8日 - ）は、香港出身の自転車競技（ロードレース）選手。

## 経歴
2016年アジア選手権2日目、個人タイムトライアル男子エリートにて1時間0分15秒で優勝し、5日目の男子エリートのレースでは強風により短縮となったレースで逃げ切り優勝。追いかけた新城幸也は6秒差の2位、別府史之は3位に終わった。アジア選手権で個人ロードと個人タイムトライアルの二冠を達成後、オーストラリア籍のUCIワールドチーム、オリカ・グリーンエッジに移籍することが発表された

## 主な戦歴

### 2010年
- ツアー・オブ・コリア　区間優勝（第10ステージ）

### 2012年
- ツール・ド・熊野　ヤングライダー賞

- ツアー・オブ・ハイナン　区間優勝（第6ステージ）

### 2013年
- ツアー・オブ・コリア　総合2位、ヤングライダー賞

### 2014年
- 香港選手権　優勝（個人タイムトライアル、個人ロードレース）

### 2015年
- ツアー・オブ・タイランド　総合3位

- ツール・ド・イジエン　区間優勝（第1ステージ）

- 香港選手権　優勝（個人タイムトライアル）
- ジャラジャマレーシア　総合3位

### 2016年
- アジア選手権　優勝（個人タイムトライアル、個人ロードレース）

- 香港選手権　優勝（個人タイムトライアル、個人ロードレース）